# Йоганнес Ментелін

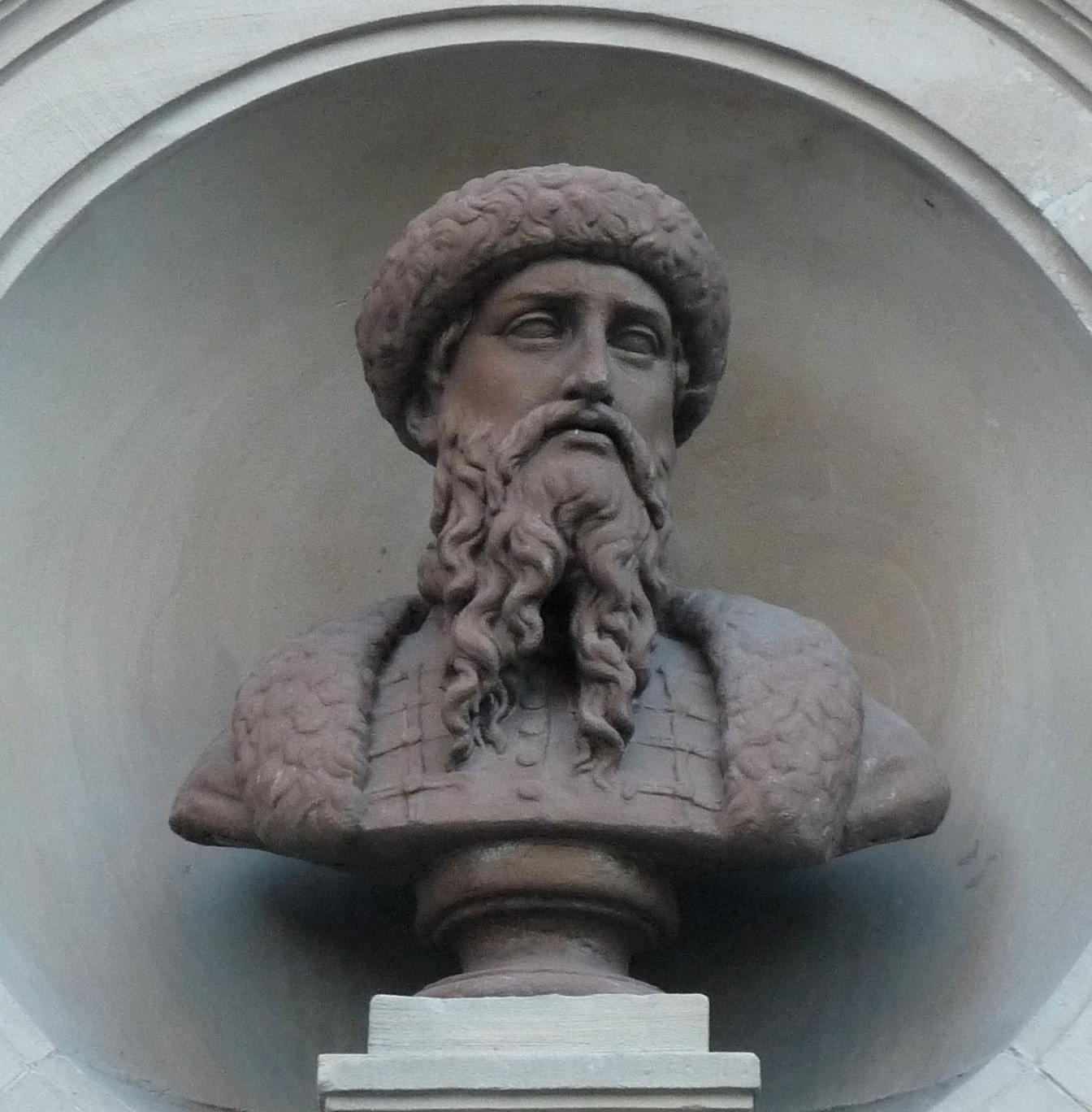
Погруддя Йоганнеса Ментеліна

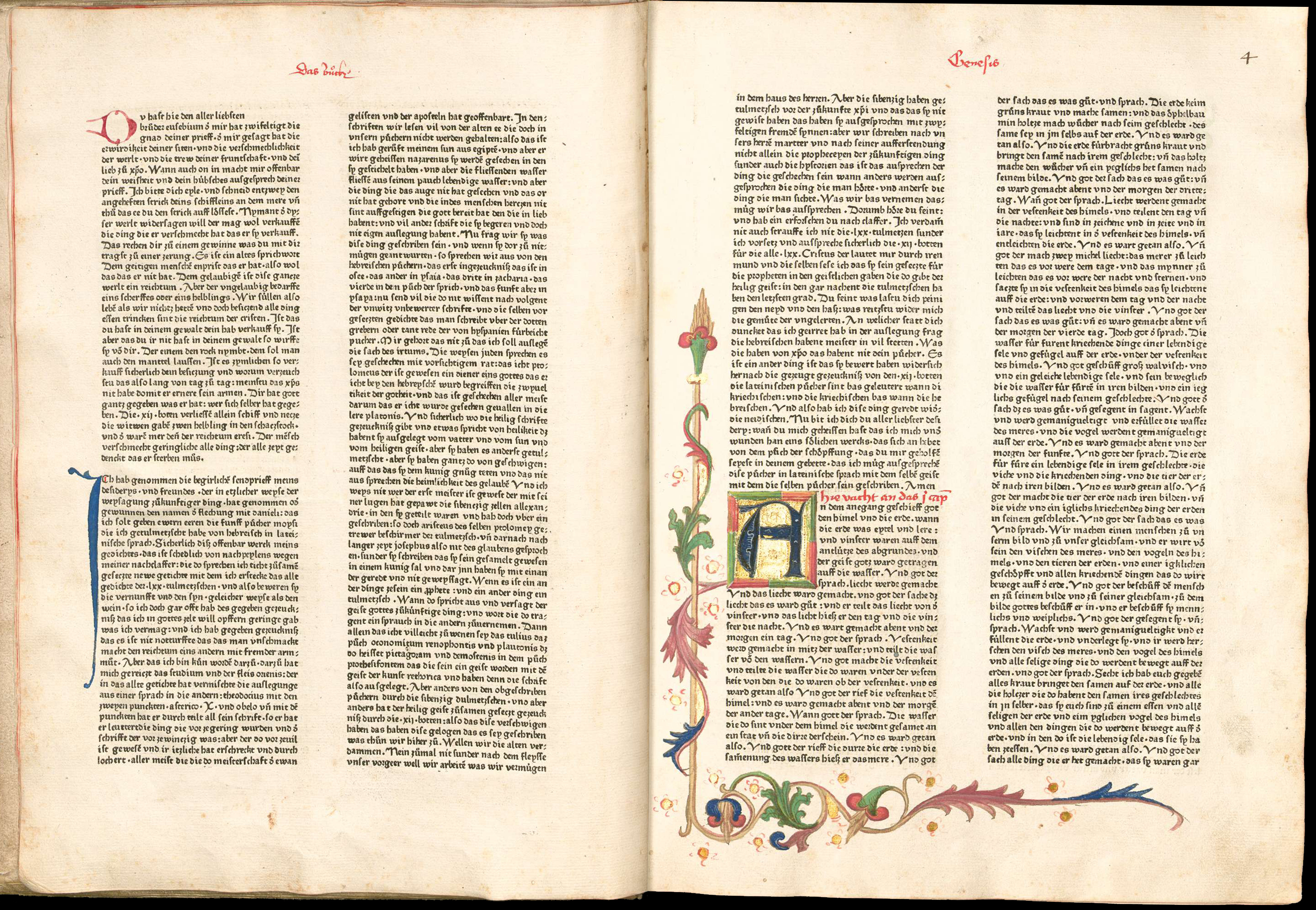
Біблія Ментеліна (1466).

Йоганнес Ментелін (нім. Johannes Mentelin, бл. 1410, Шлеттштадт (нині Селеста) — 12 грудня 1478, Страсбург) — один з перших німецьких друкарів та книгарів. Надрукував першу Біблію німецькою мовою (так звана Біблія Ментеліна, 1466).

## Біографія
1447 року Йоганнес Ментелін став громадянином Страсбурга. Він був каліграфом-переписувачем, працював єпископським нотаріусом. Точно невідомо, де і коли він навчався книгодрукування. Наприкінці 1450-х років, коли Ментелін заснував друкарню в Страсбурзі, друкарство було відомо лише в Майнці. Можливо, Ментелін навчався саме там, або отримав знання через посередника з Майнца. Останнім міг бути інший страсбурзький друкар, Генріх Еггештайн (Heinrich Eggestein).
Першим виданням, де згадується ім'я друкаря Ментеліна, став трактат Августина Блаженного «Про мистецтво проповіді» (Tractatus de arte praedicandi, 1465). Однак існує припущення, що Ментелін почав друкувати книги дещо раніше, можливо, вже 1458 року. Найстаршою з приписуваних йому книг є 49-рядкова Біблія латиною (так звана, «B49»). Перший том Біблії датується 1460-м роком. Оскільки Гутенберг друкував Біблію в 42 рядки, то перша Біблія Ментеліна містила менше сторінок, а, отже, вийшла зручнішою в користуванні.
Йоганнес Ментелін швидко досяг успіху у своїй справі. 1466 року імператор Фрідріх III подарував йому дворянство та герб. 12 грудня 1478 року, пропрацювавши 20 років як друкар, Ментелін помер. Спершу він був похований на кладовищі каплиці Св. Михайла (нині не існує). Зараз його могила розташована в Страсбурзькому соборі. Дві його дочки вийшли заміж за друкарів Мартіна Шотта та Адольфа Руша (Adolf Rusch). Останній перейняв на себе керівництво друкарнею Ментеліна.

## Доробок
Друкарні Ментеліна приписується близько 40 видань. Насамперед це теологічні та філософські праці латинською мовою. Висока якість підготовки цих текстів свідчить про те, що над ними працювали вчені коректори. Ментелін видав праці Блаженного Августина, Фоми Аквінського, Аристотеля, Івана Золотоустого, Ісидора Севільського, Альберта Великого. Крім того, в друкарні вийшли праці Вергілія та Теренція. Ментелін видавав також середньовічну куртуазну літературу — наприклад, «Парцифаля» Вольфрама фон Ешенбаха та «Молодшого Тітуреля» Альбрехта фон Шарфенберга (Albrecht von Scharfenberg).
Серед його друків вирізняється перша Біблія народною мовою. Водночас це була одна з перших книг німецькою. Біблія Ментеліна перевидавалася іншими друкарями ще 13 разів — доти, поки не з'явилася Біблія в перекладі Лютера.